# 卡尼斯蒂奧鎮區 (明尼蘇達州道奇縣)
卡尼斯蒂奧鎮區（英語：Canisteo Township）是位於美國明尼蘇達州道奇縣的一個行政鎮區。

## 地方資料
卡尼斯蒂奧鎮區的面積為92.28平方千米，當中陸地面積為92.24平方千米，而水域面積為0.04平方千米。根據2020年美國人口普查的數據，當地共有人口602人，而人口密度為每平方千米6.52人。